# 昂布瓦斯加亚尔城堡

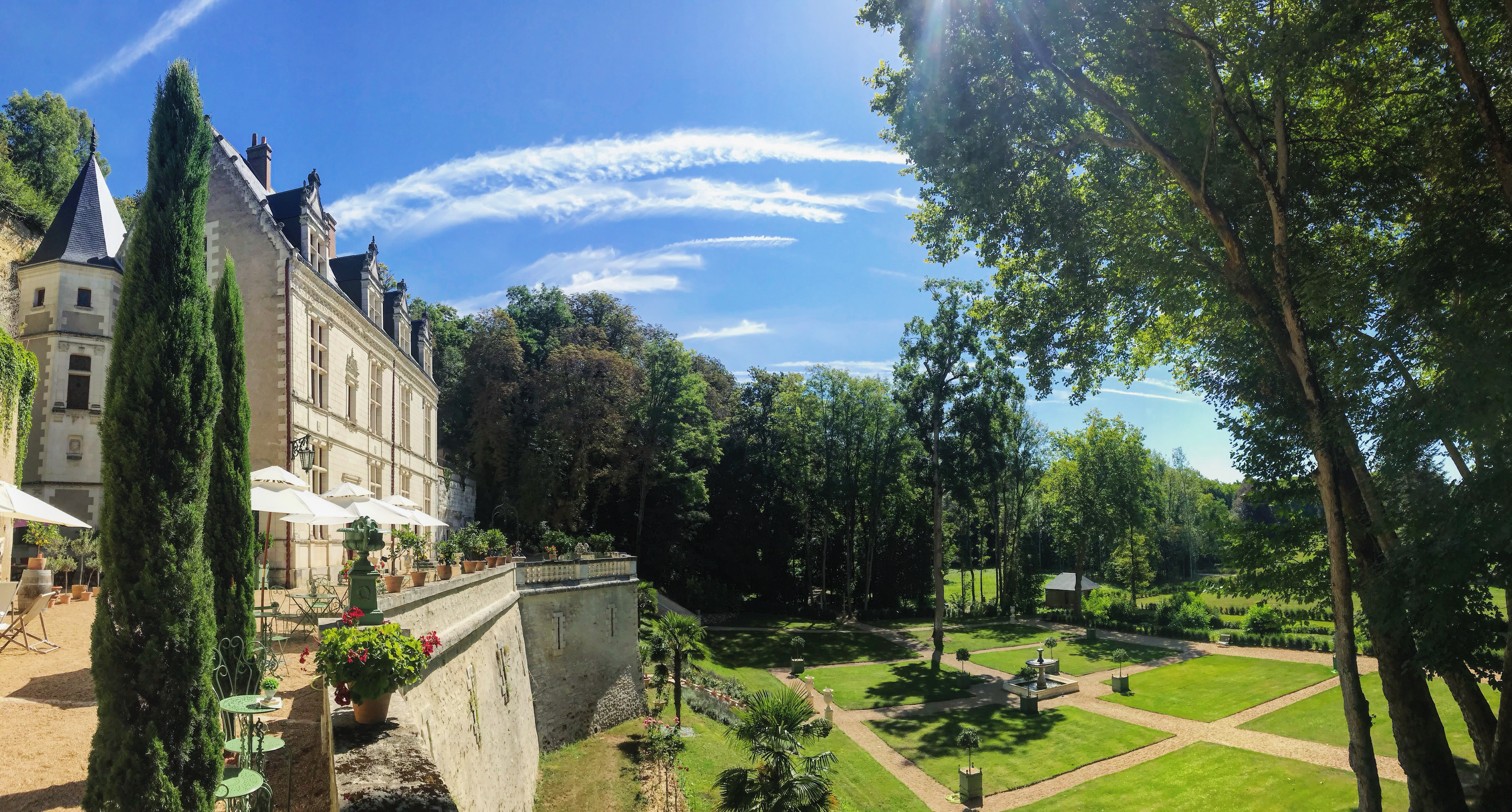

加亚尔城堡（Château-Gaillard Amboise）是一座皇家住宅，位于法国中央-卢瓦尔河谷大区安德尔-卢瓦尔省昂布瓦斯，是卢瓦尔河谷城堡群的一部分。1496年，法国国王查理八世从意大利战争返回法国时，在卢瓦尔河谷的昂布瓦斯修建一处皇家住宅，靠近克洛吕塞城堡。这里是法国文艺复兴的“实验室”，法国的第一个风土花园（jardin d'acclimatation），第一个皇家橘园，也是帕切洛·达梅尔科利亚诺（Pacello da Mercogliano）创建的第一个法国文艺复兴花园，实现了第一个轴向景观视角和第一个“法国”花坛，也是第一次将意大利文艺复兴建筑（如佛罗伦萨的美第奇家族别墅）移植到法国。1963年，城堡的皇家庄园列为法国历史遗迹。经过五年的修复，庄园于2014年向公众开放。

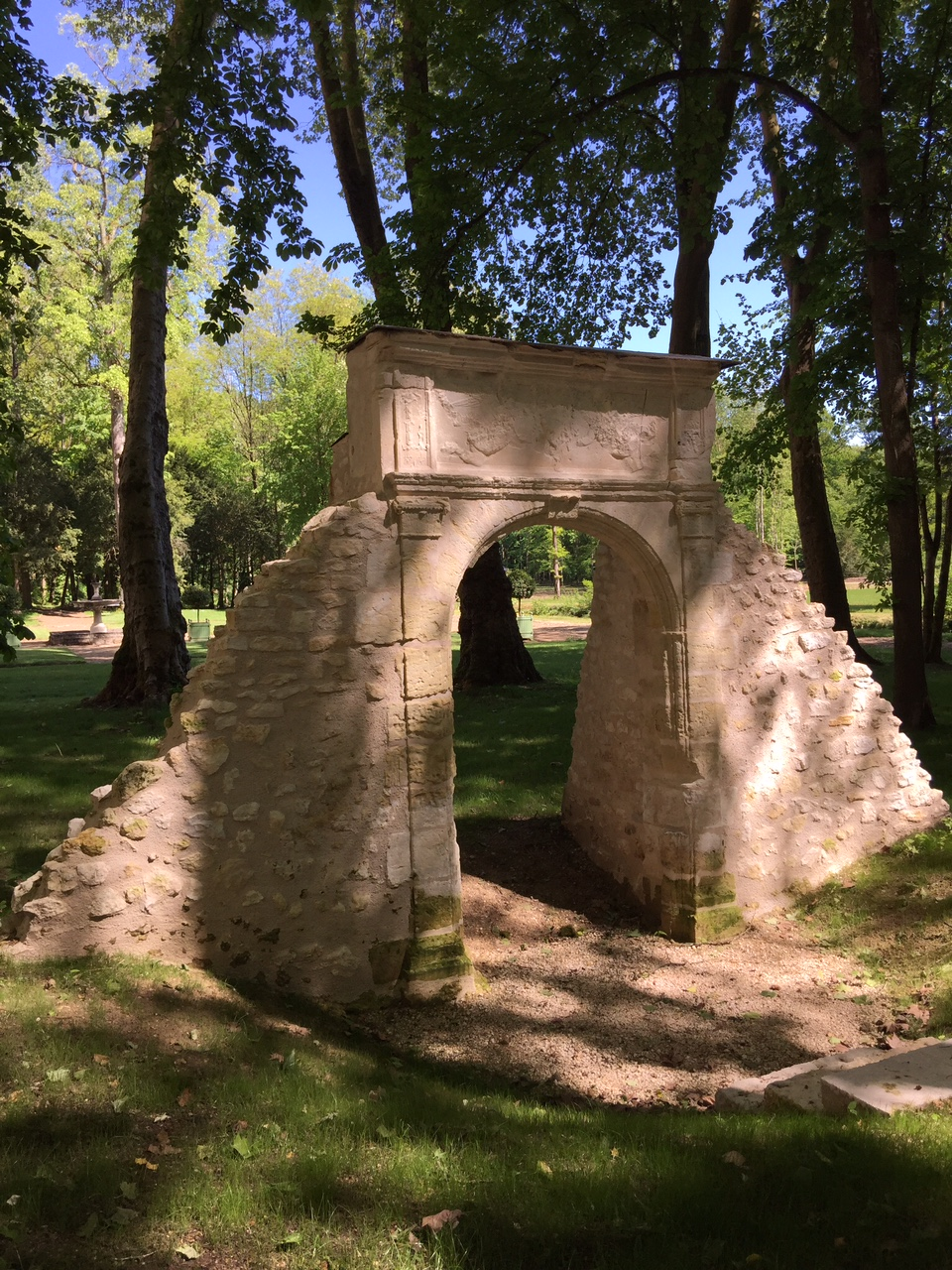
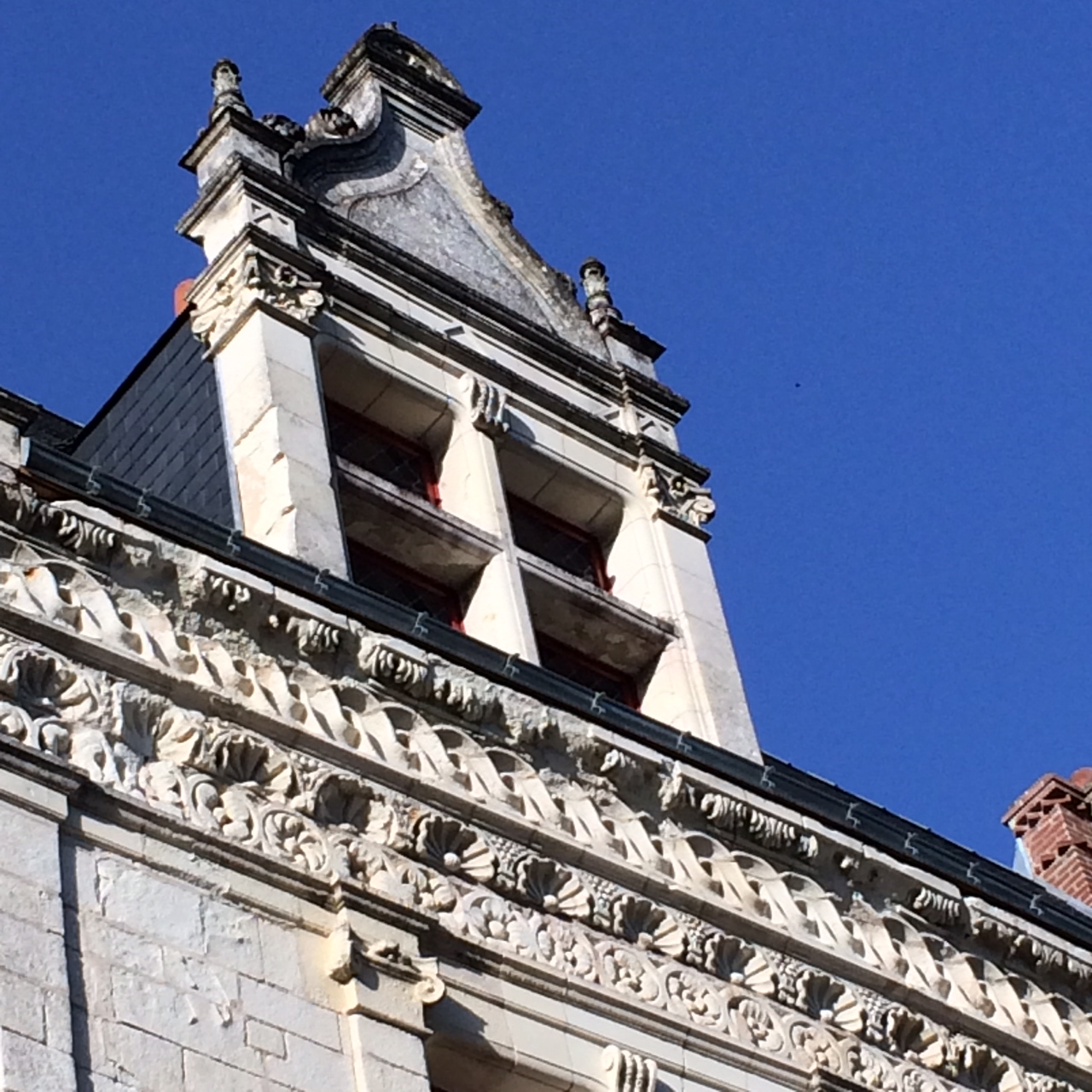
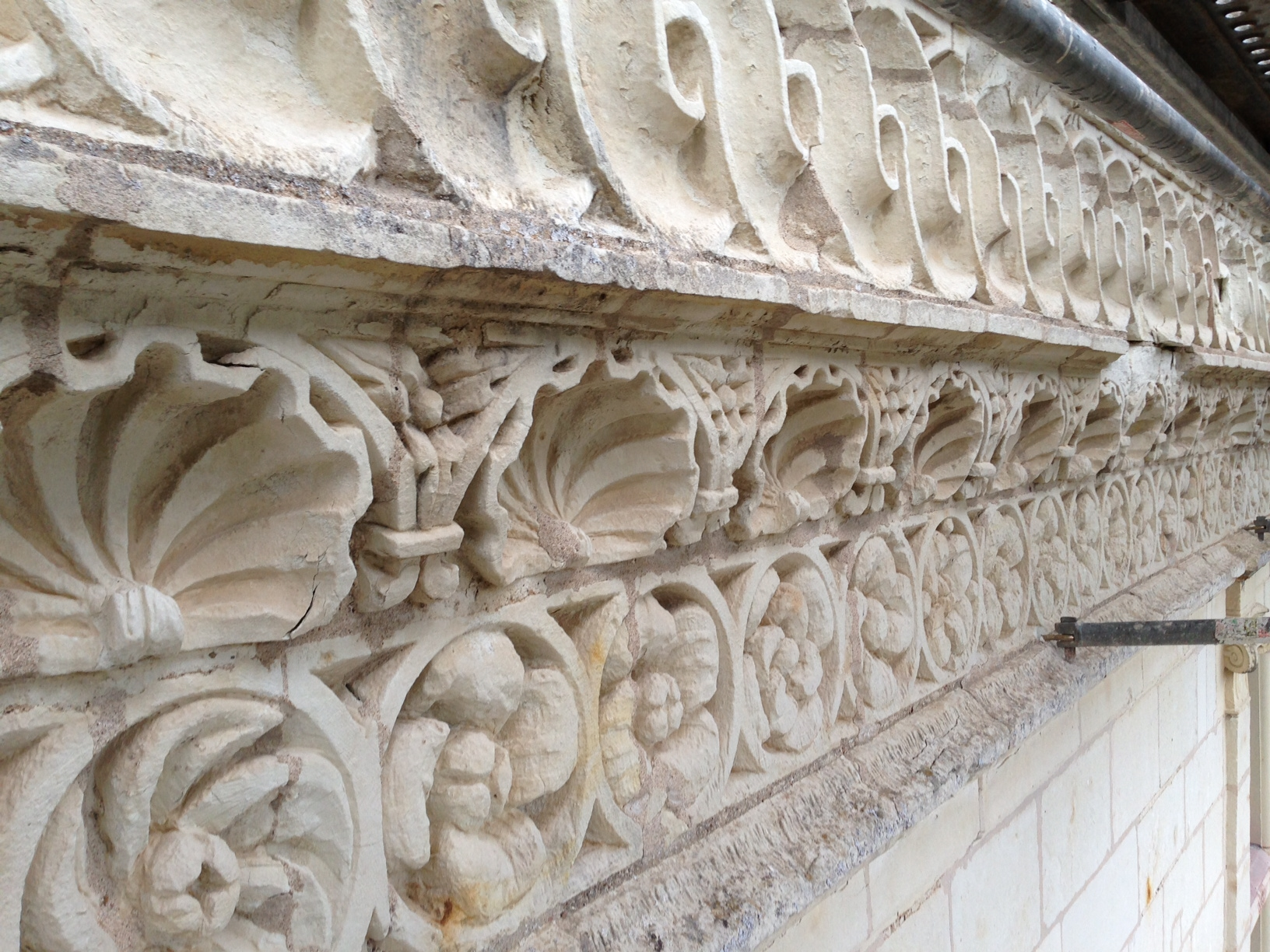
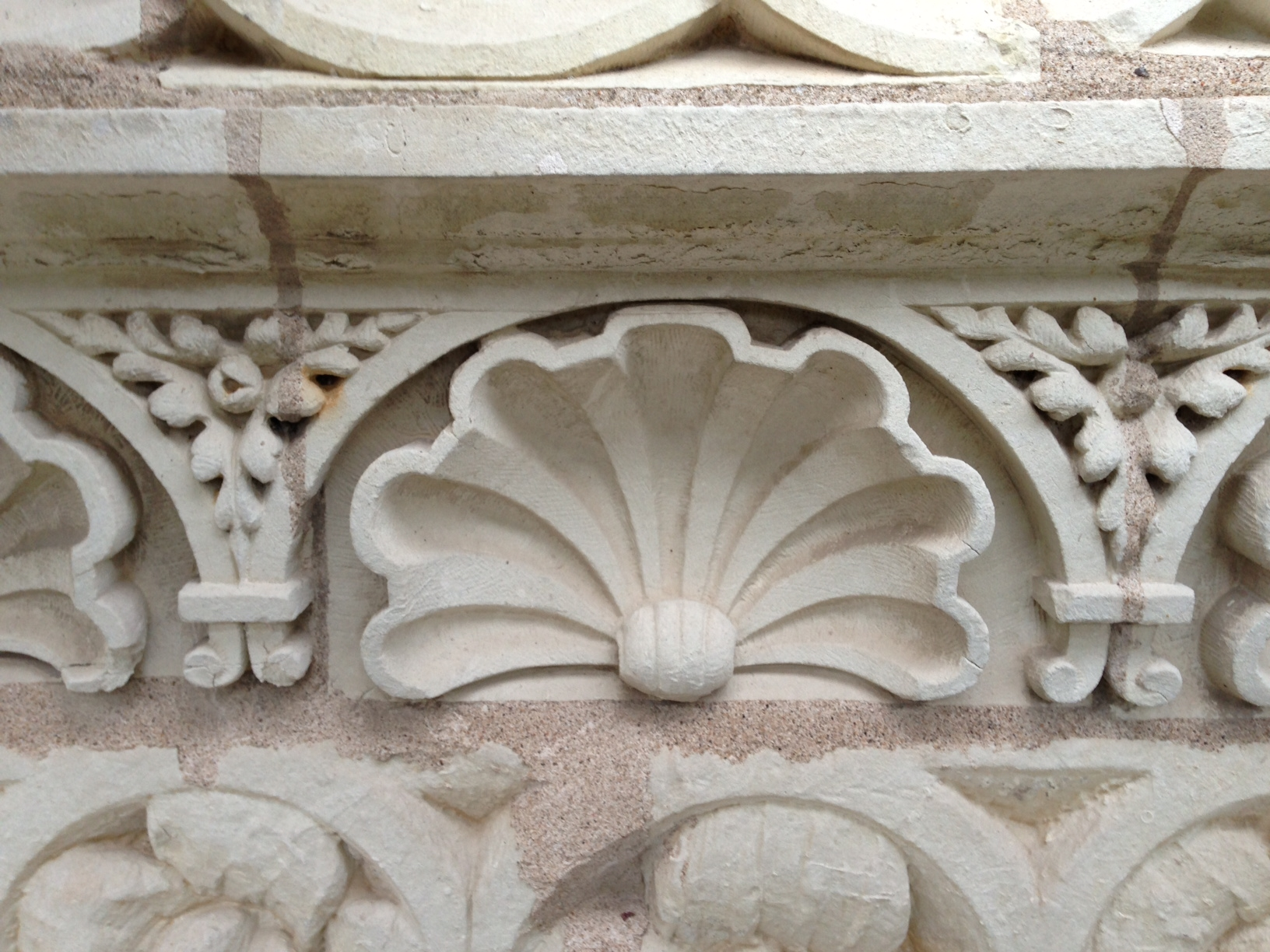
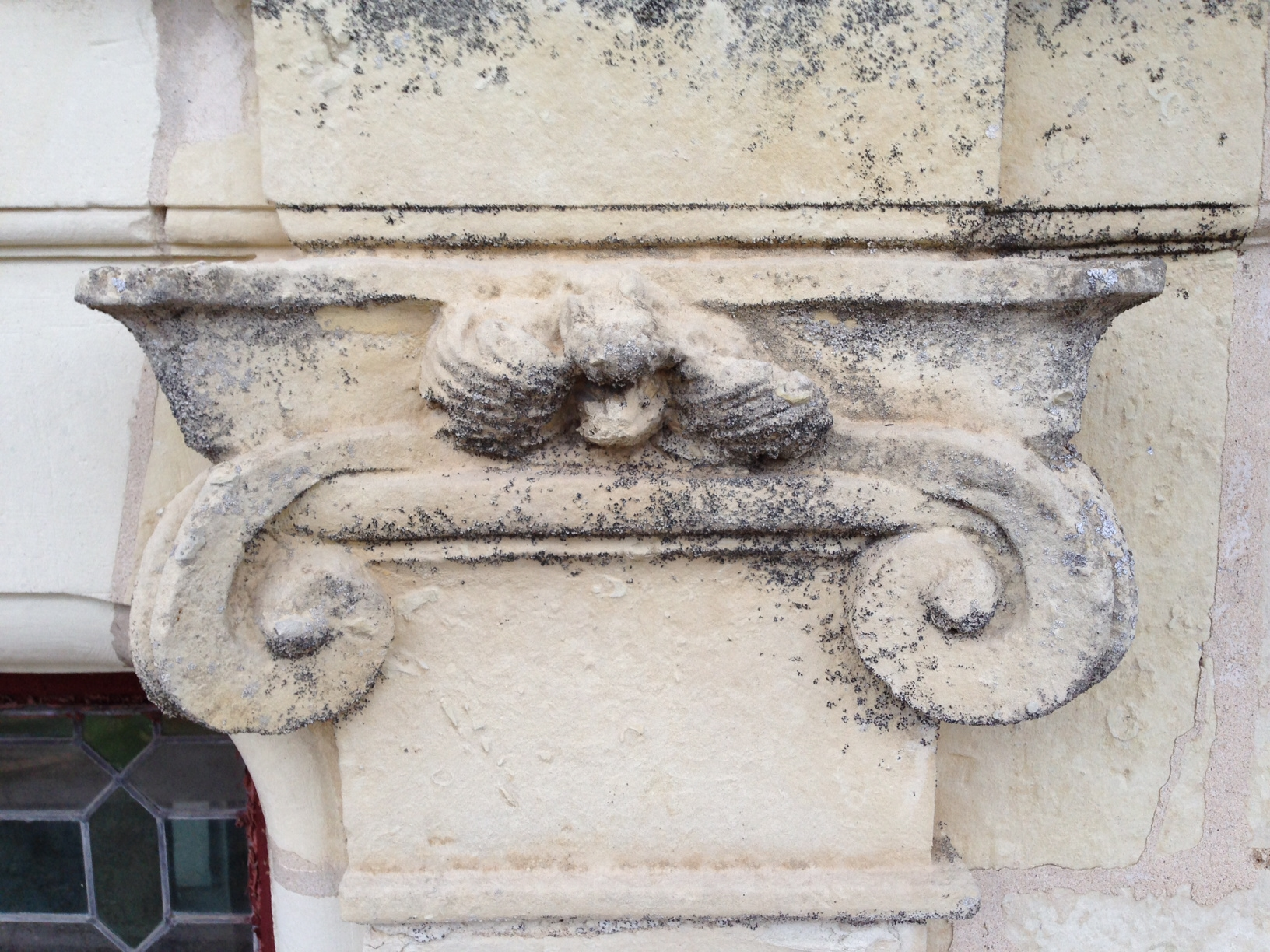
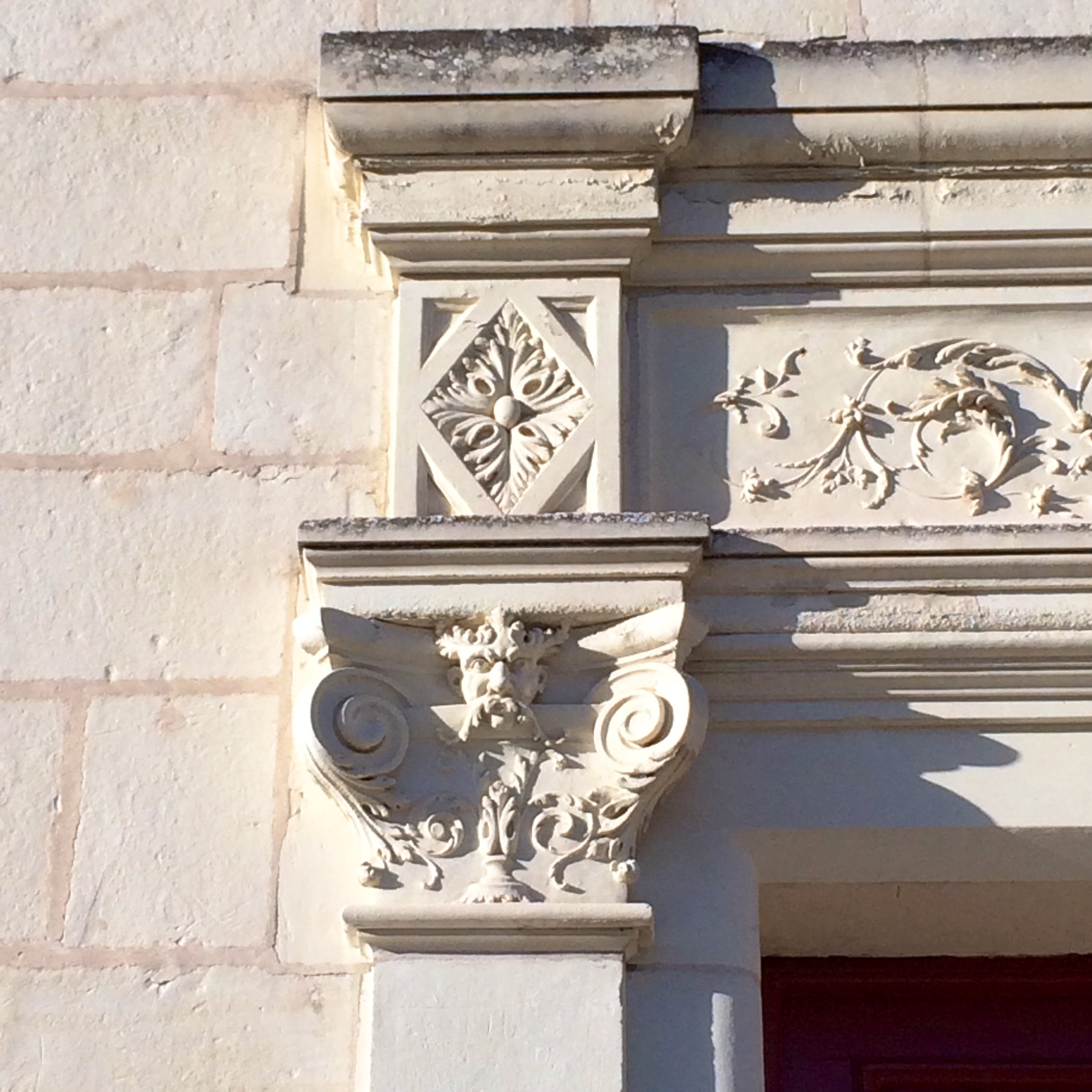
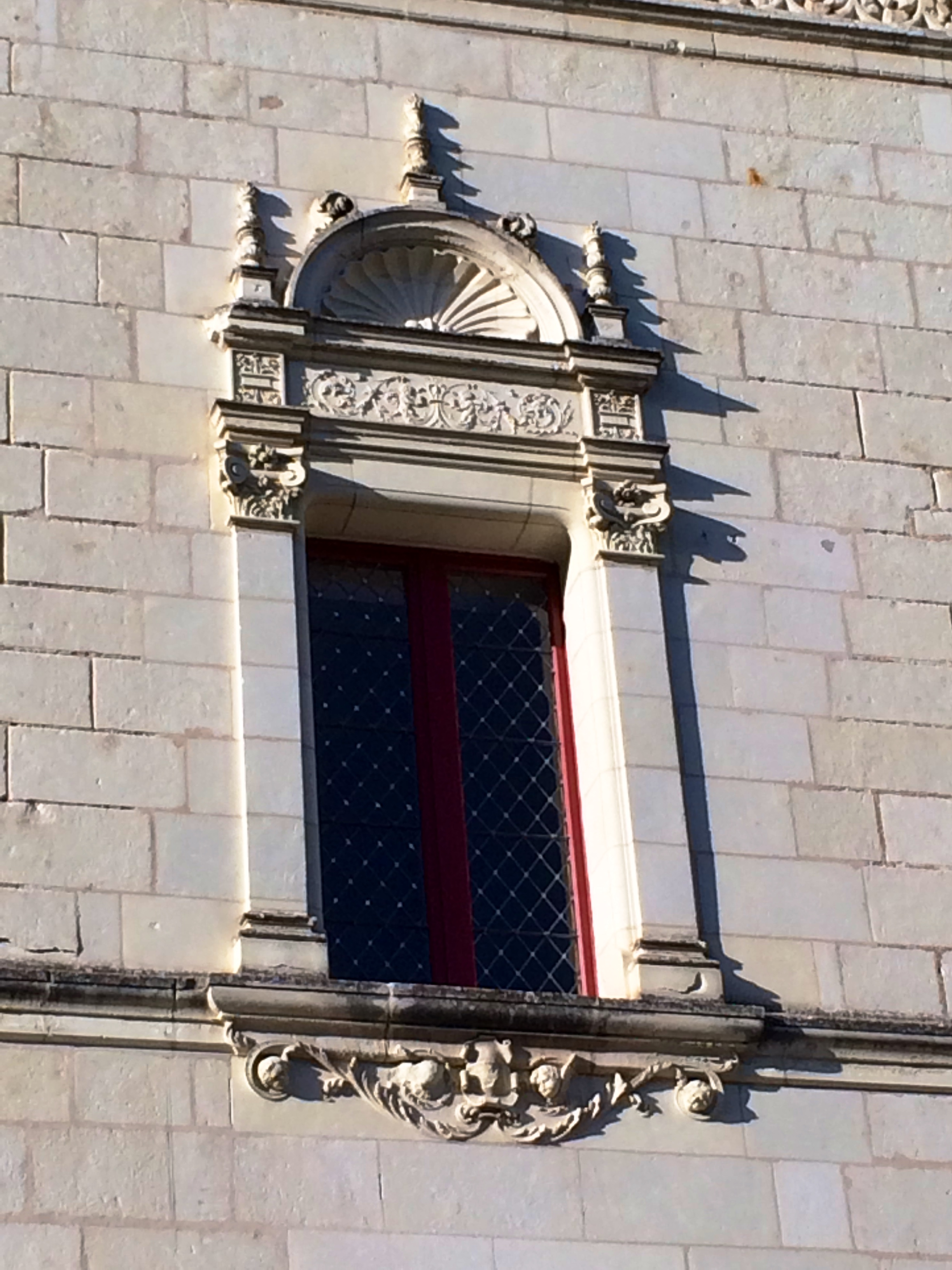
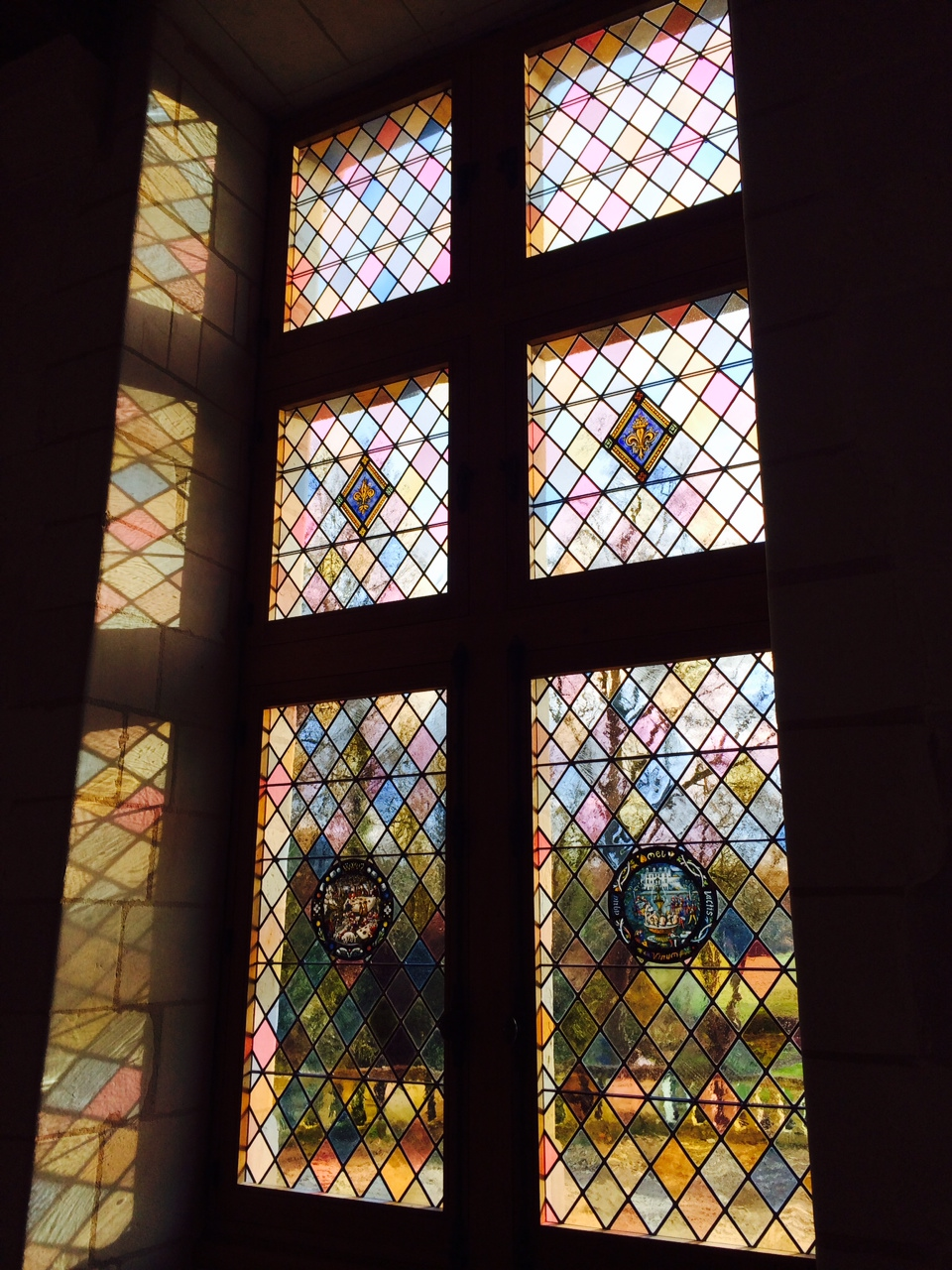
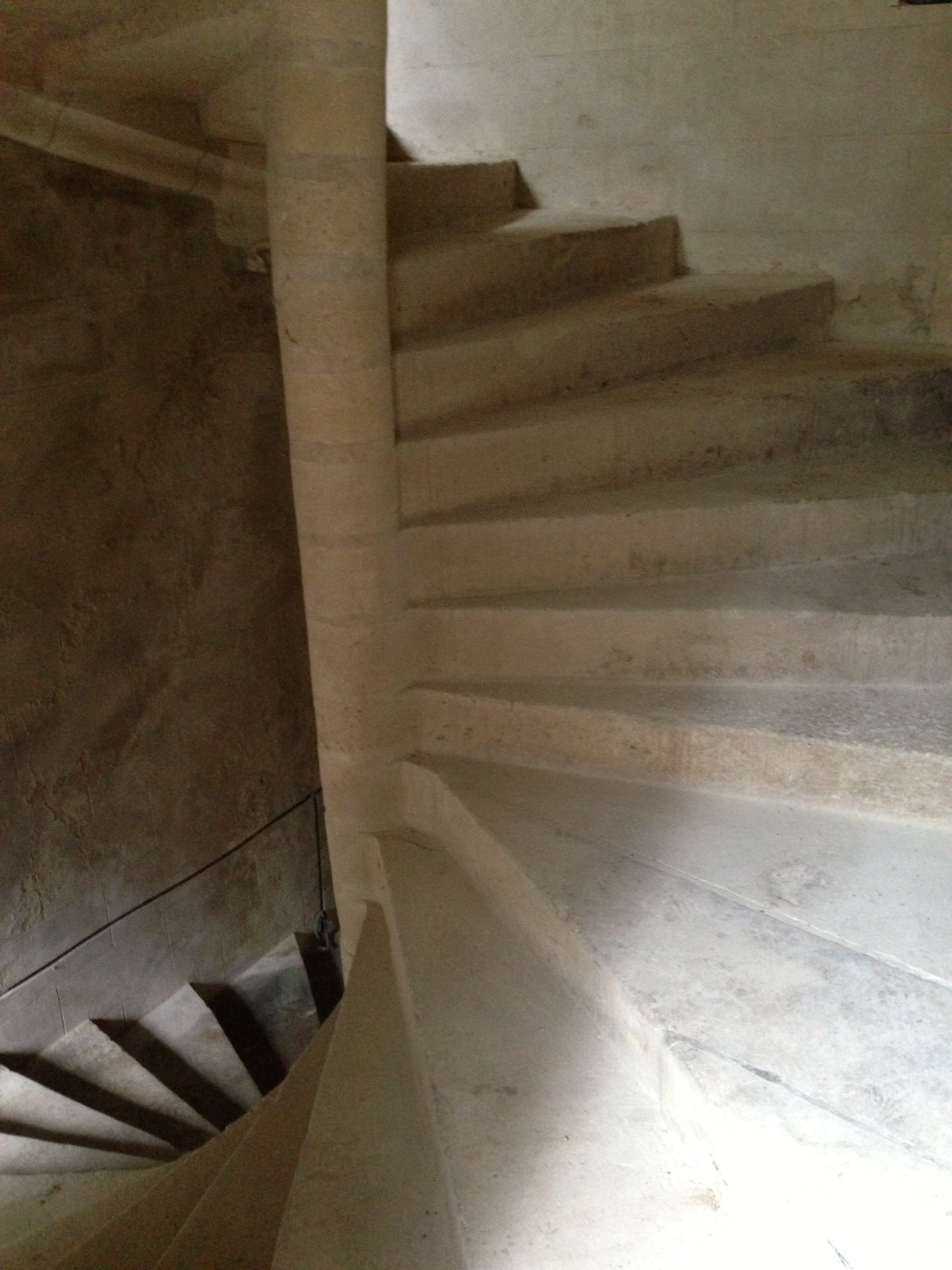
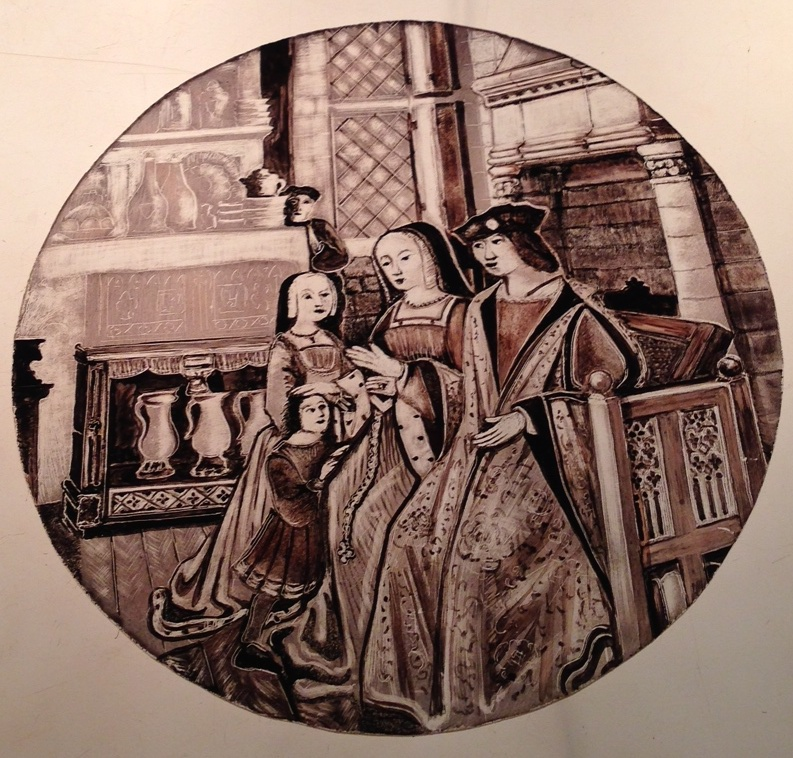
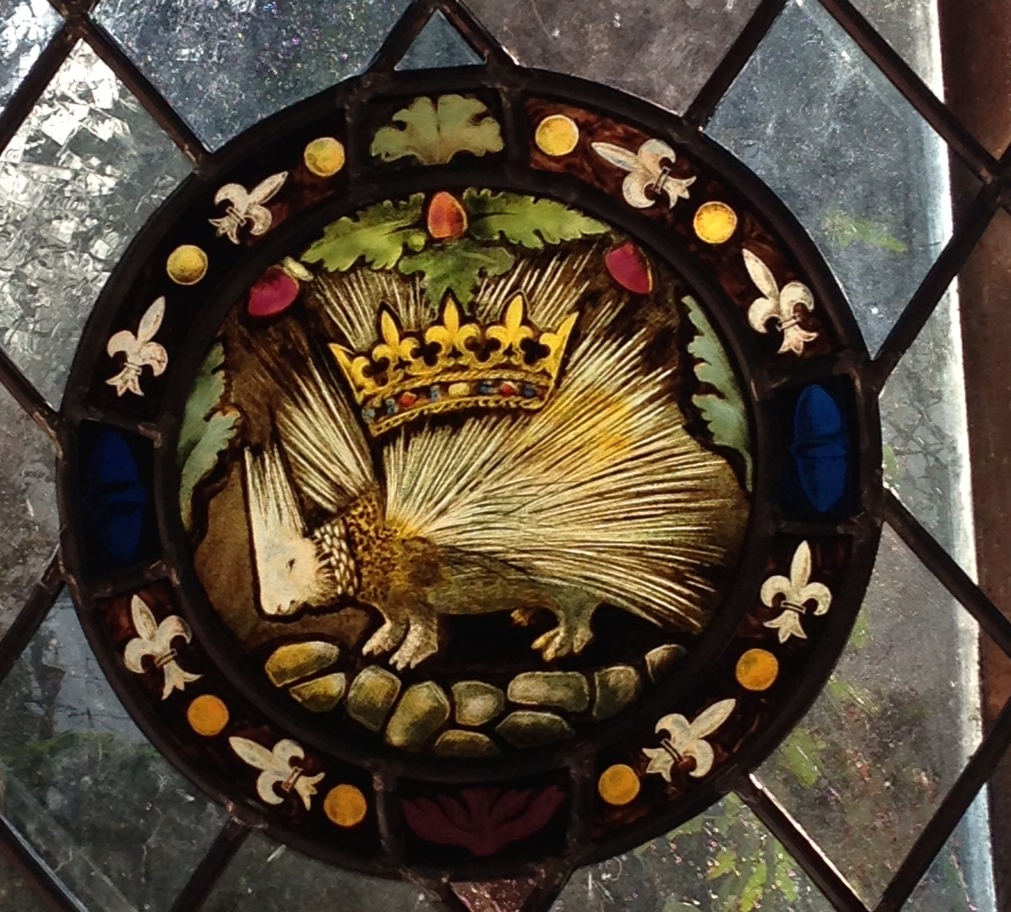
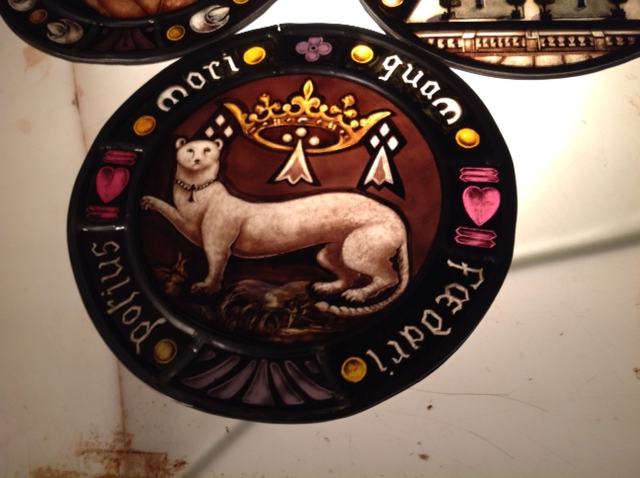
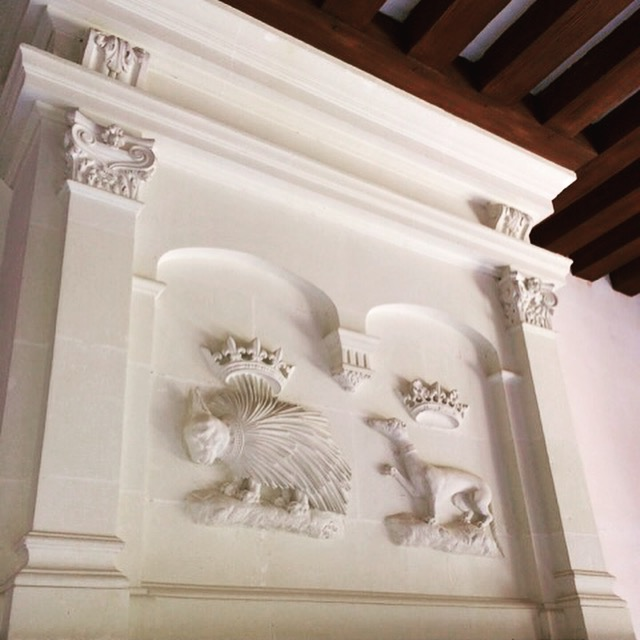
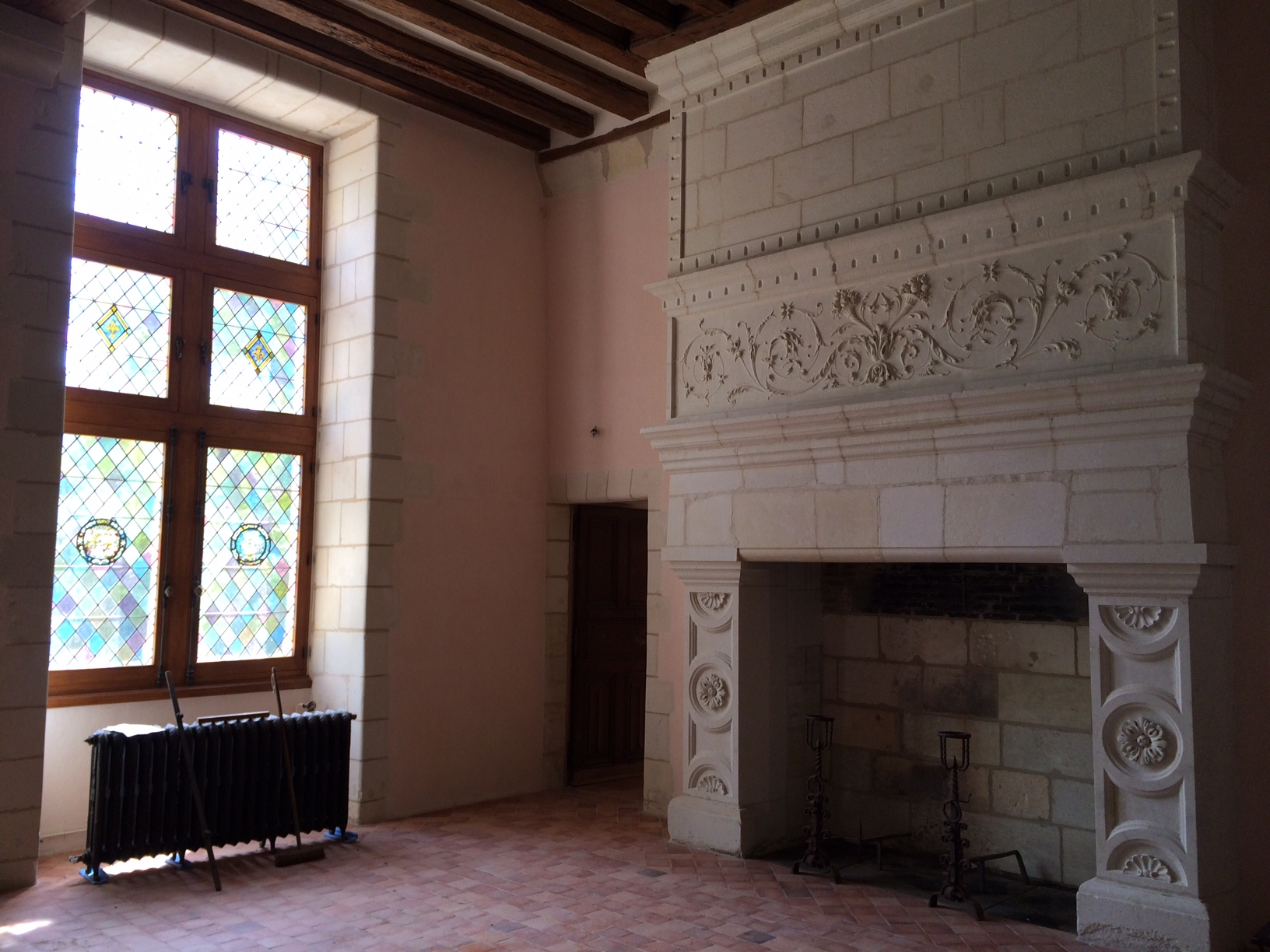
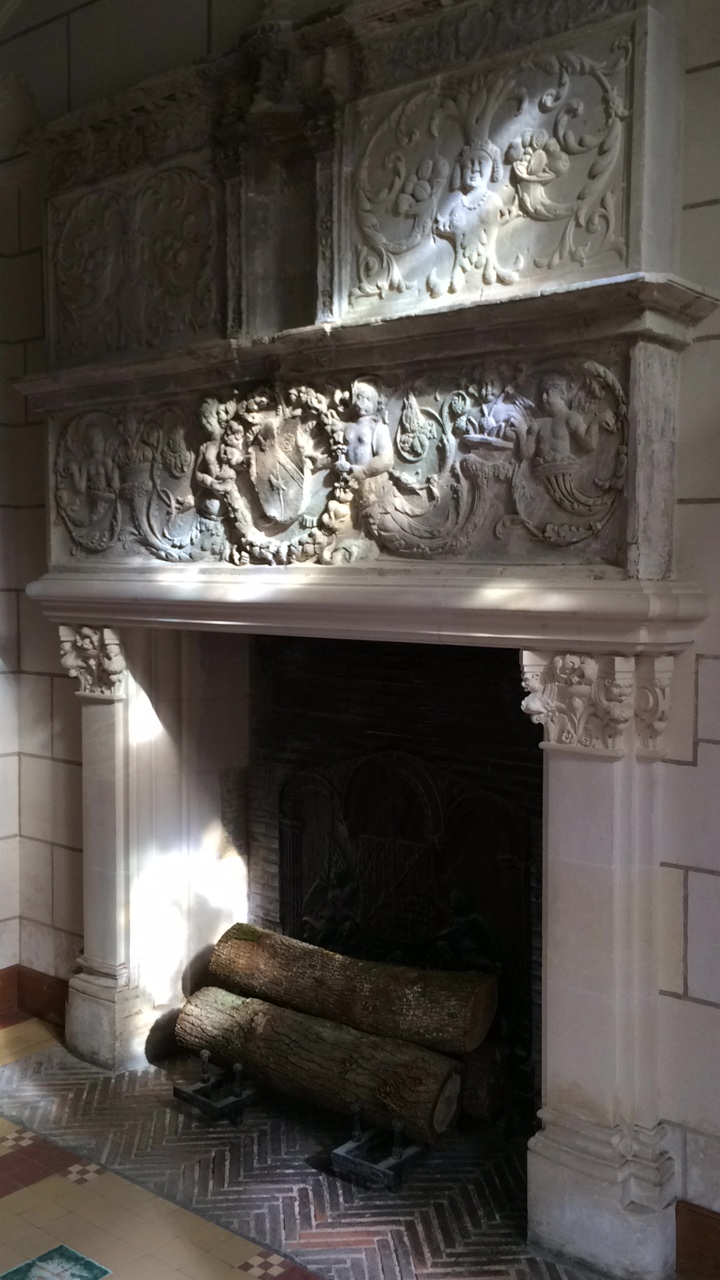
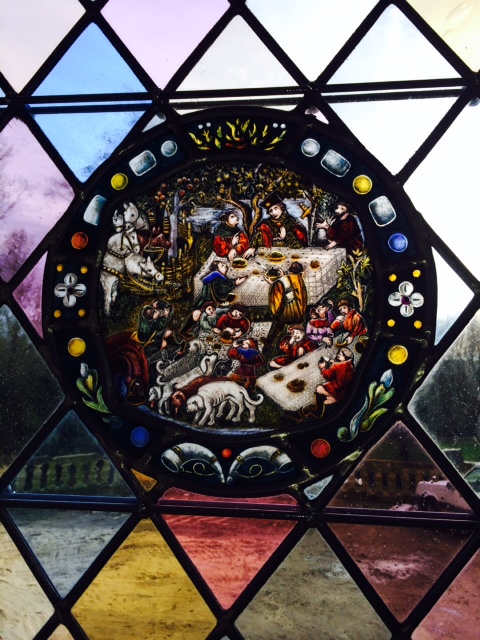
.
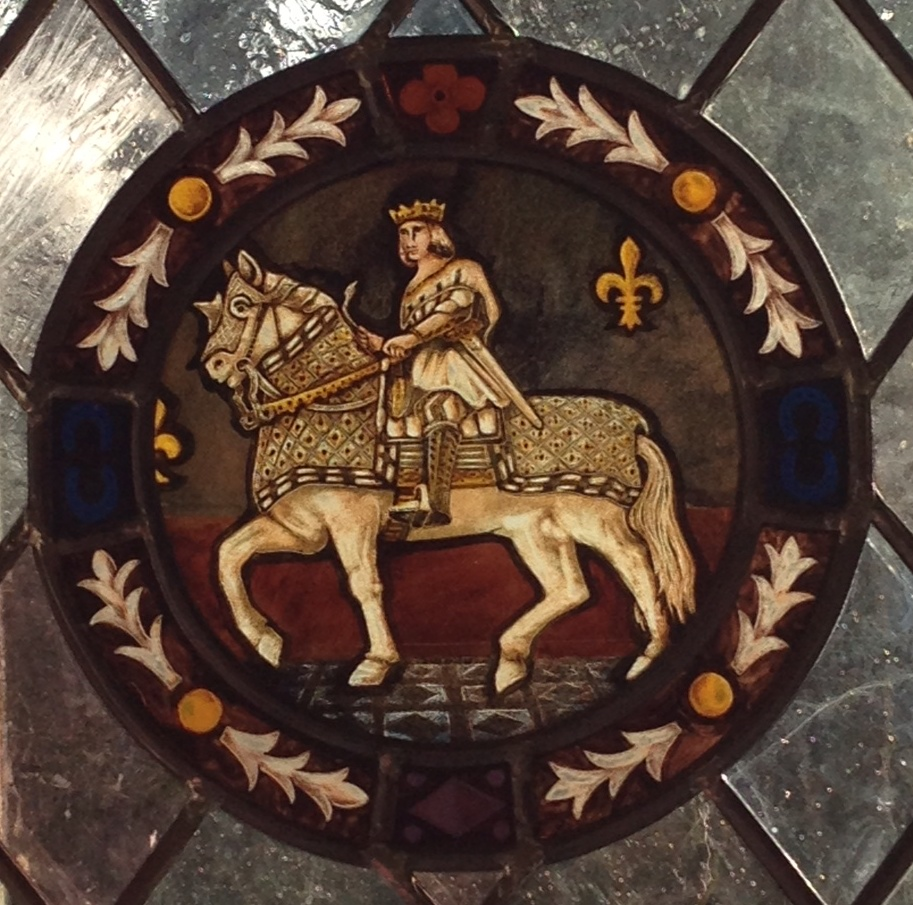
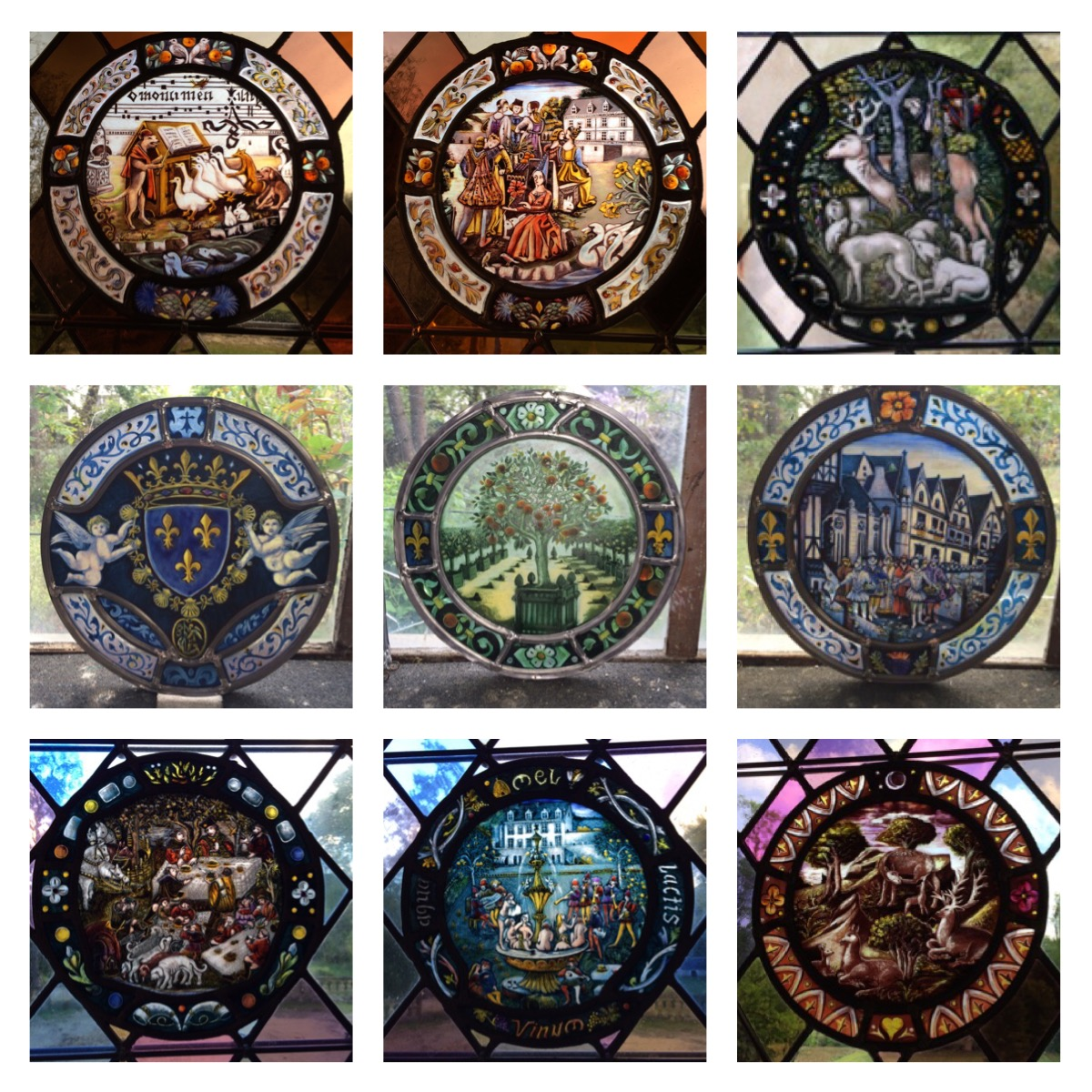
Vitraux du château
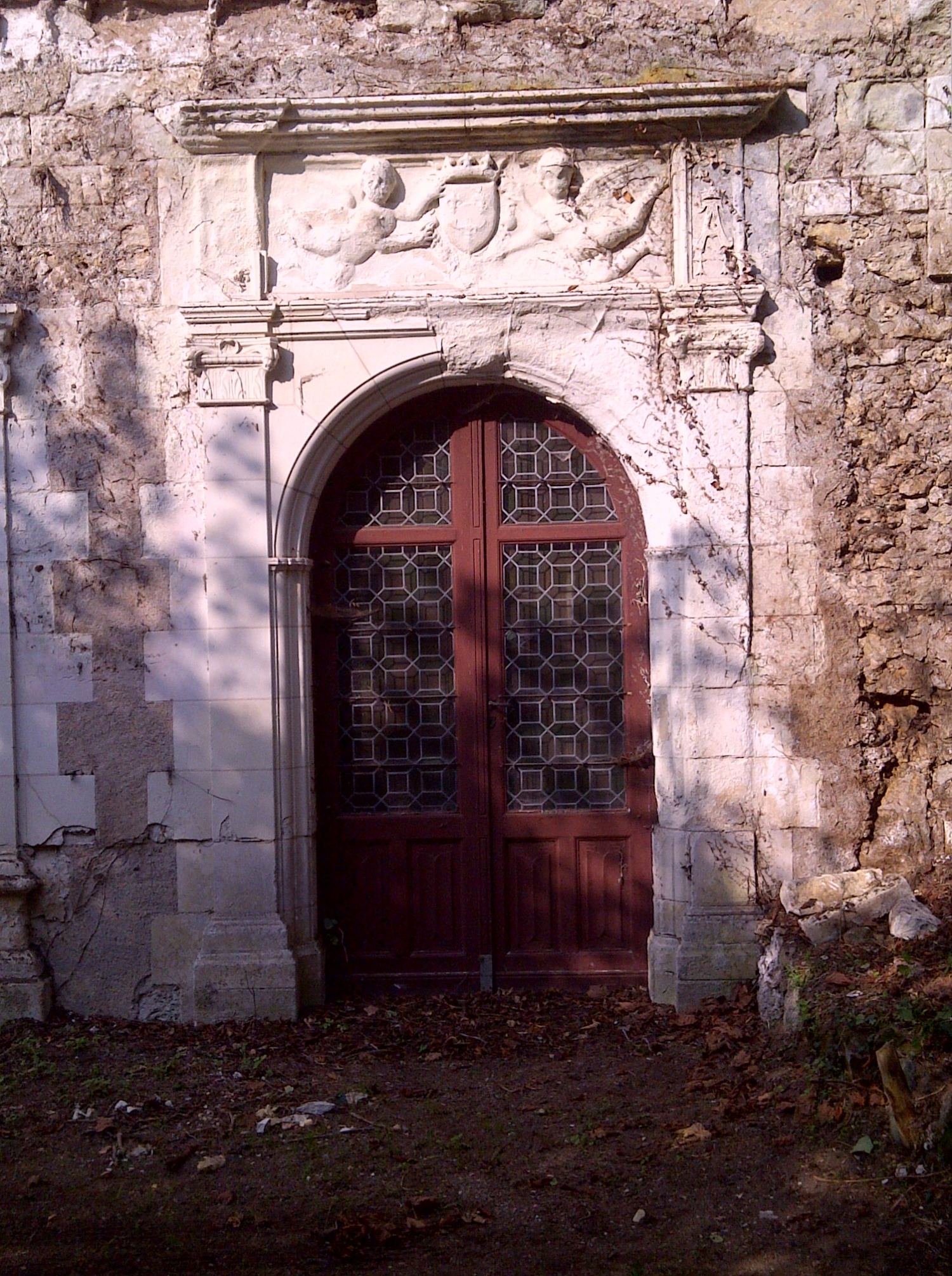
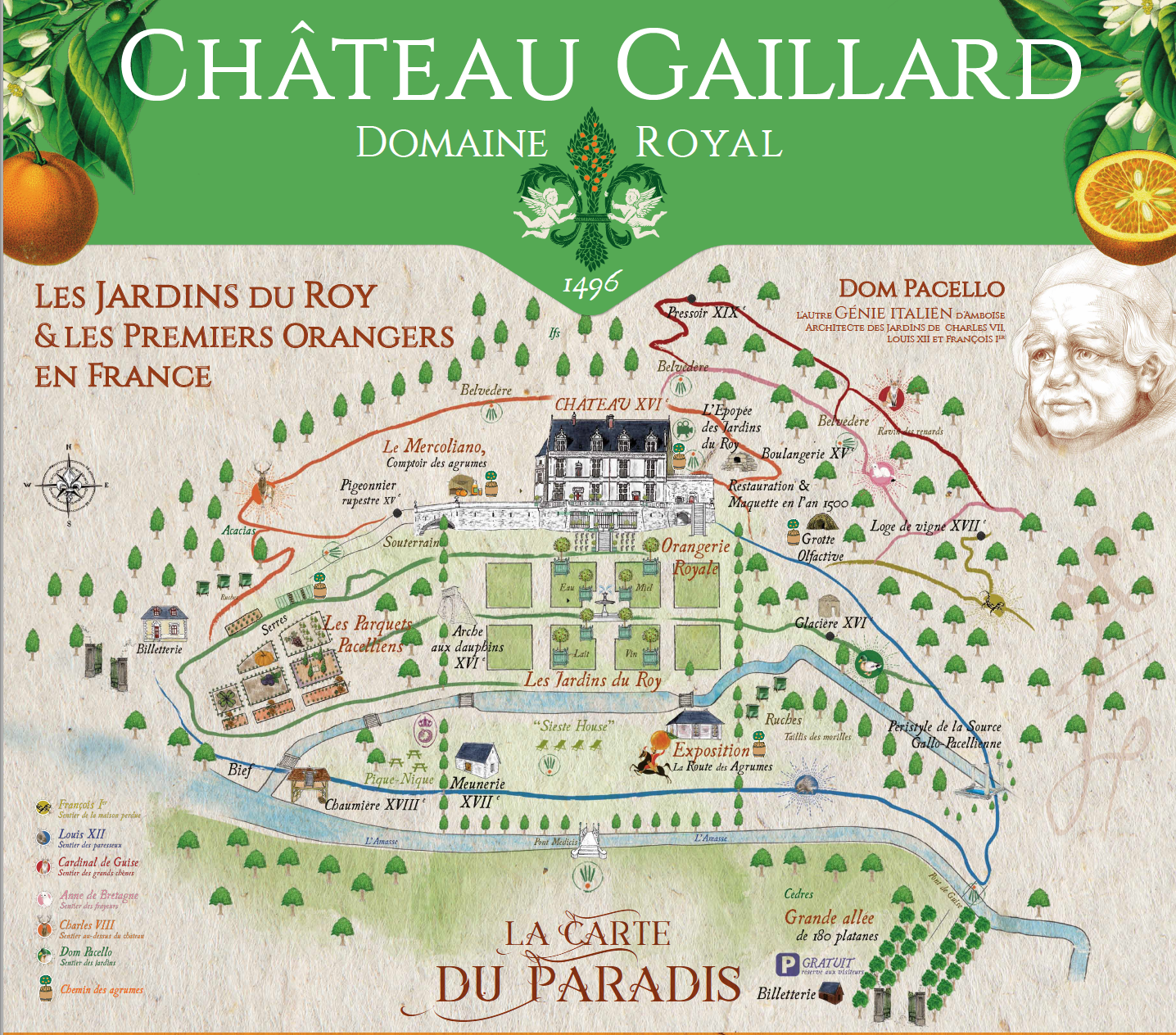
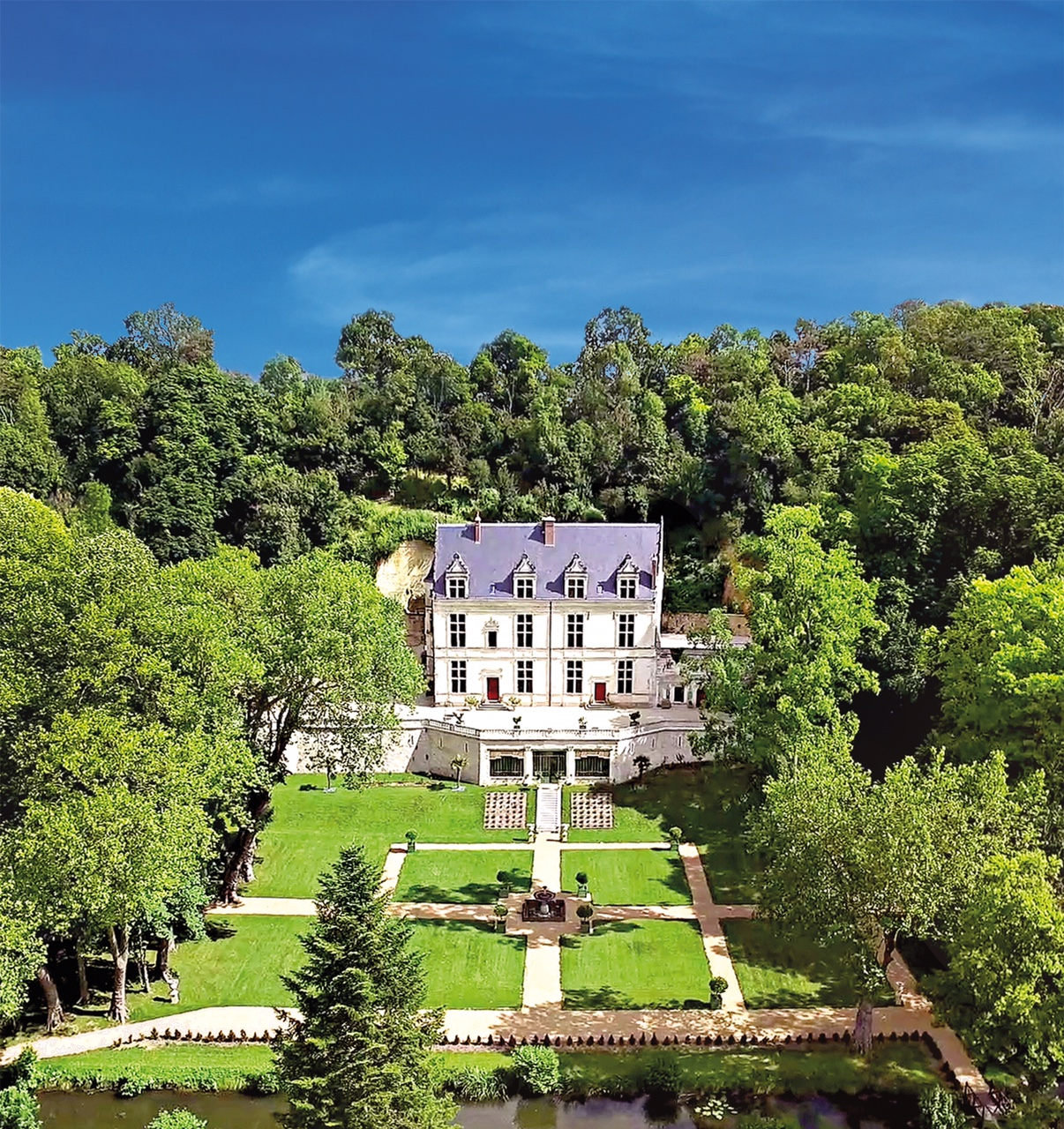
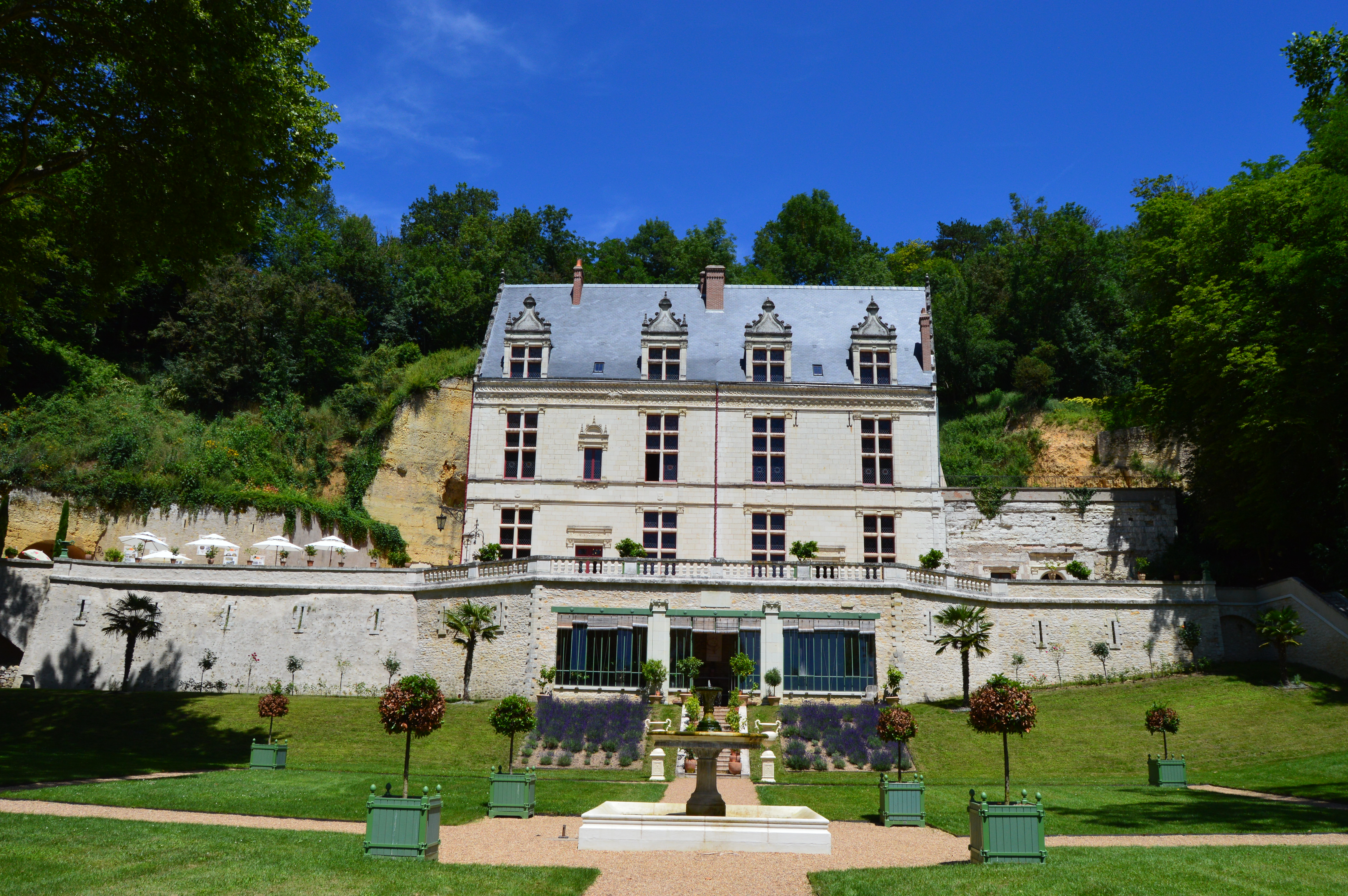
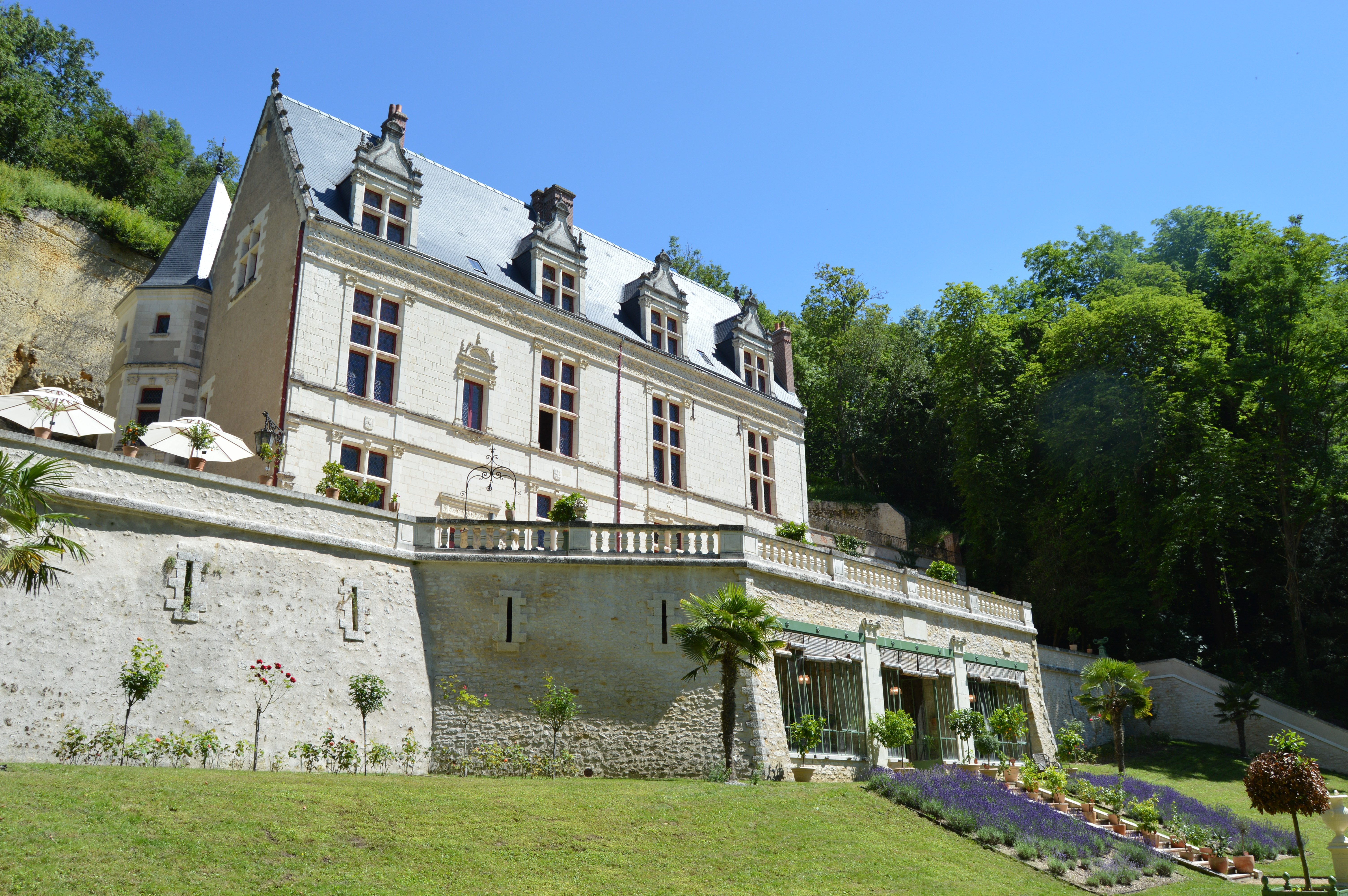
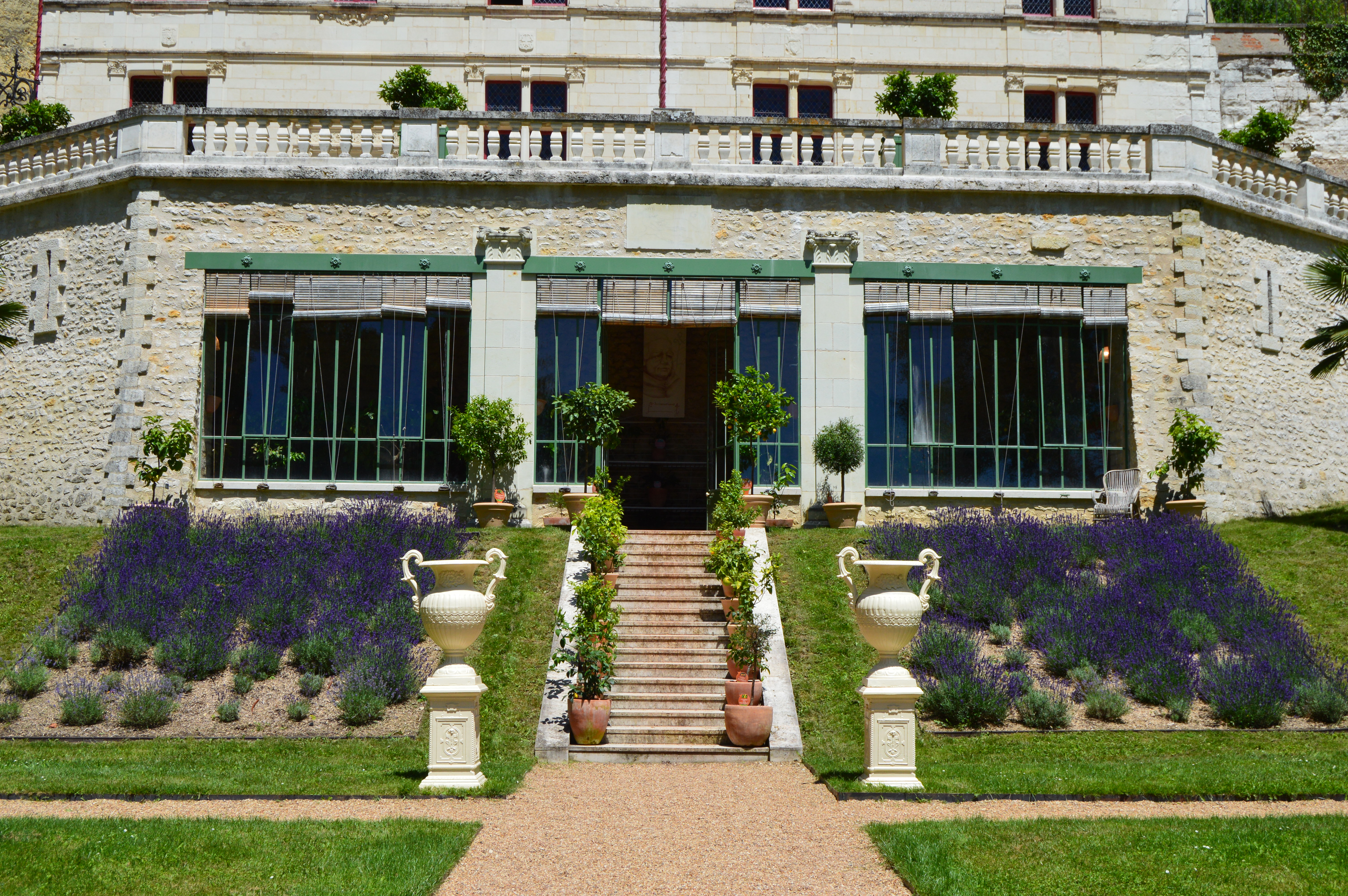
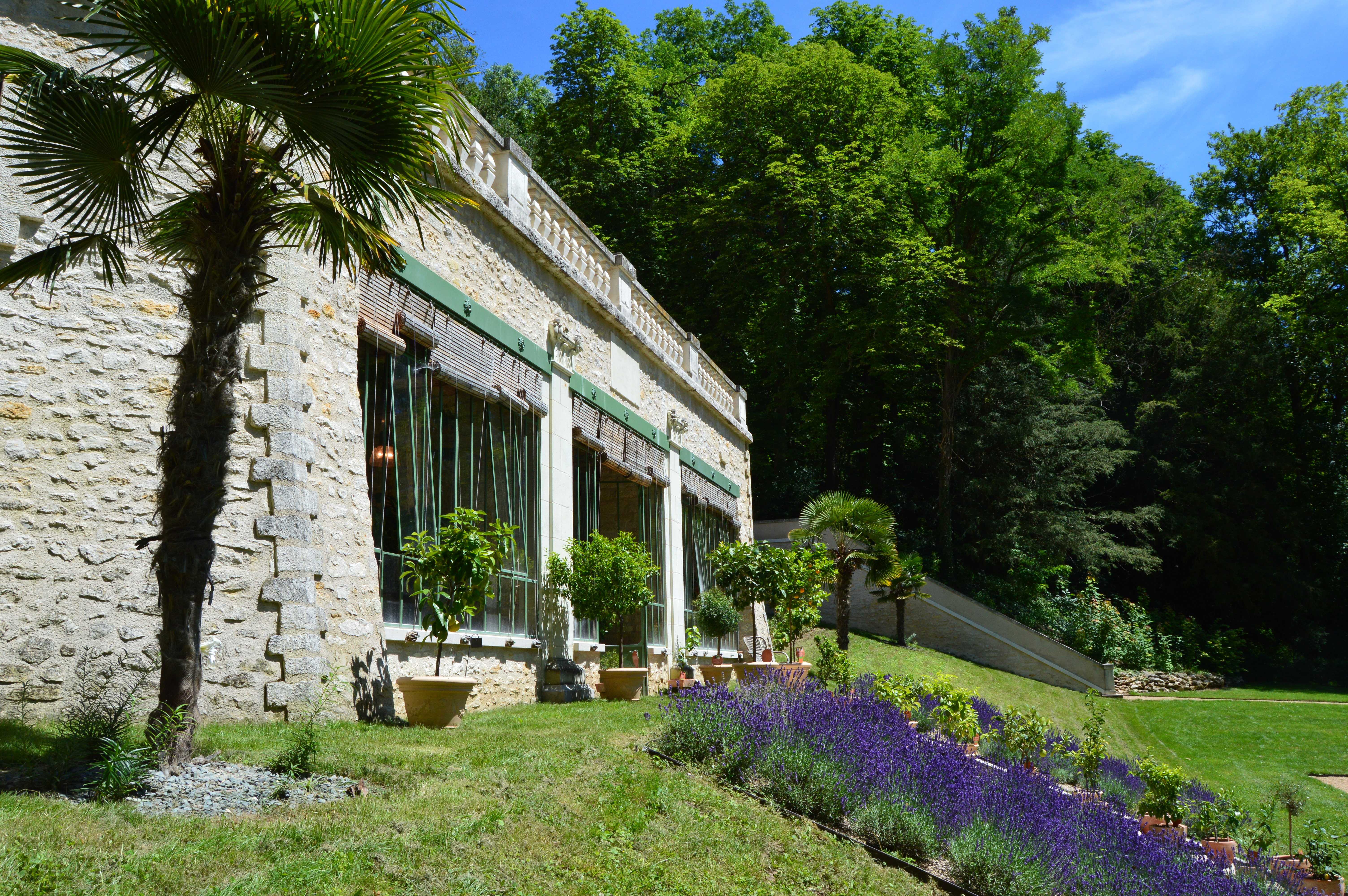
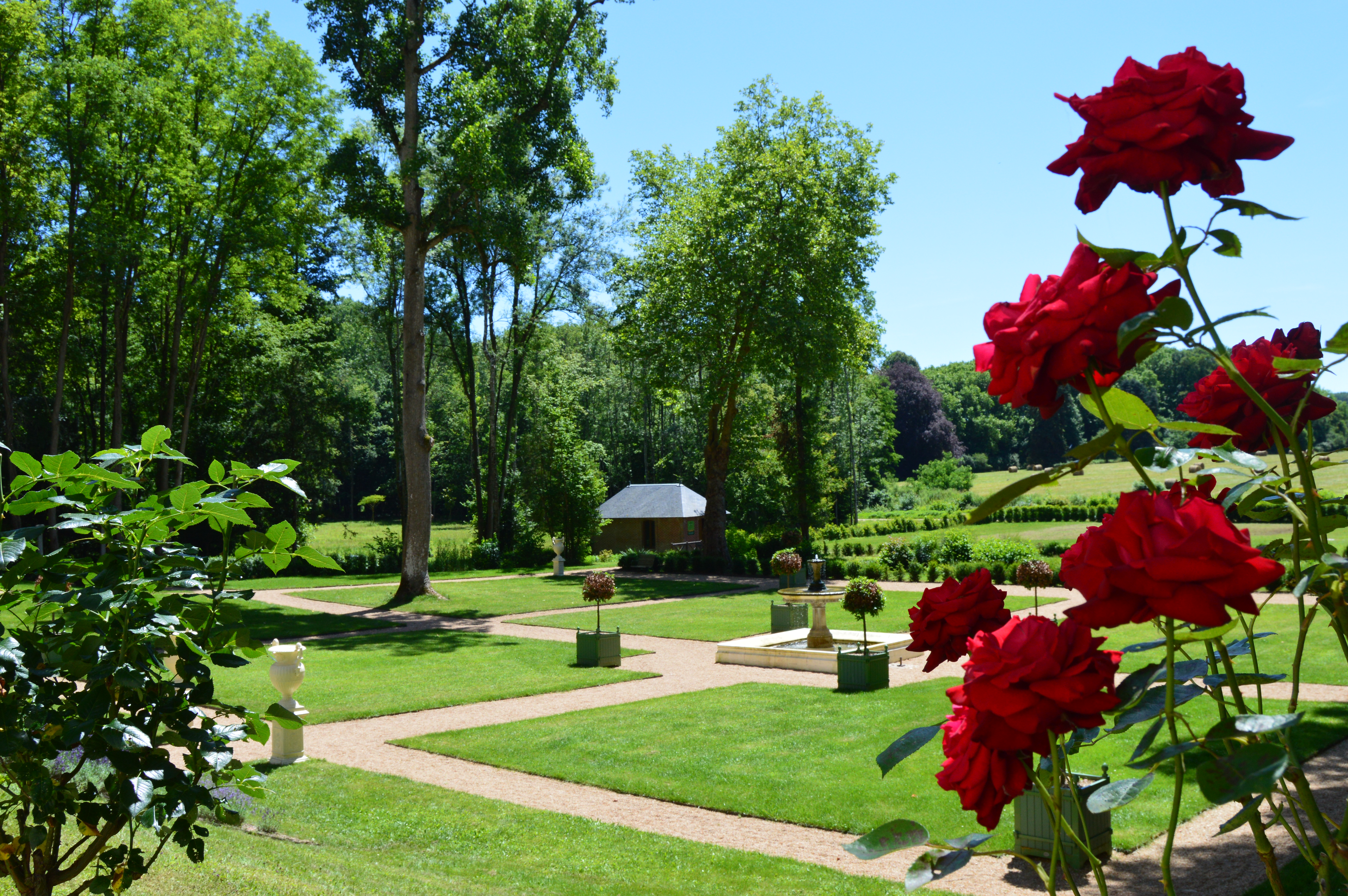
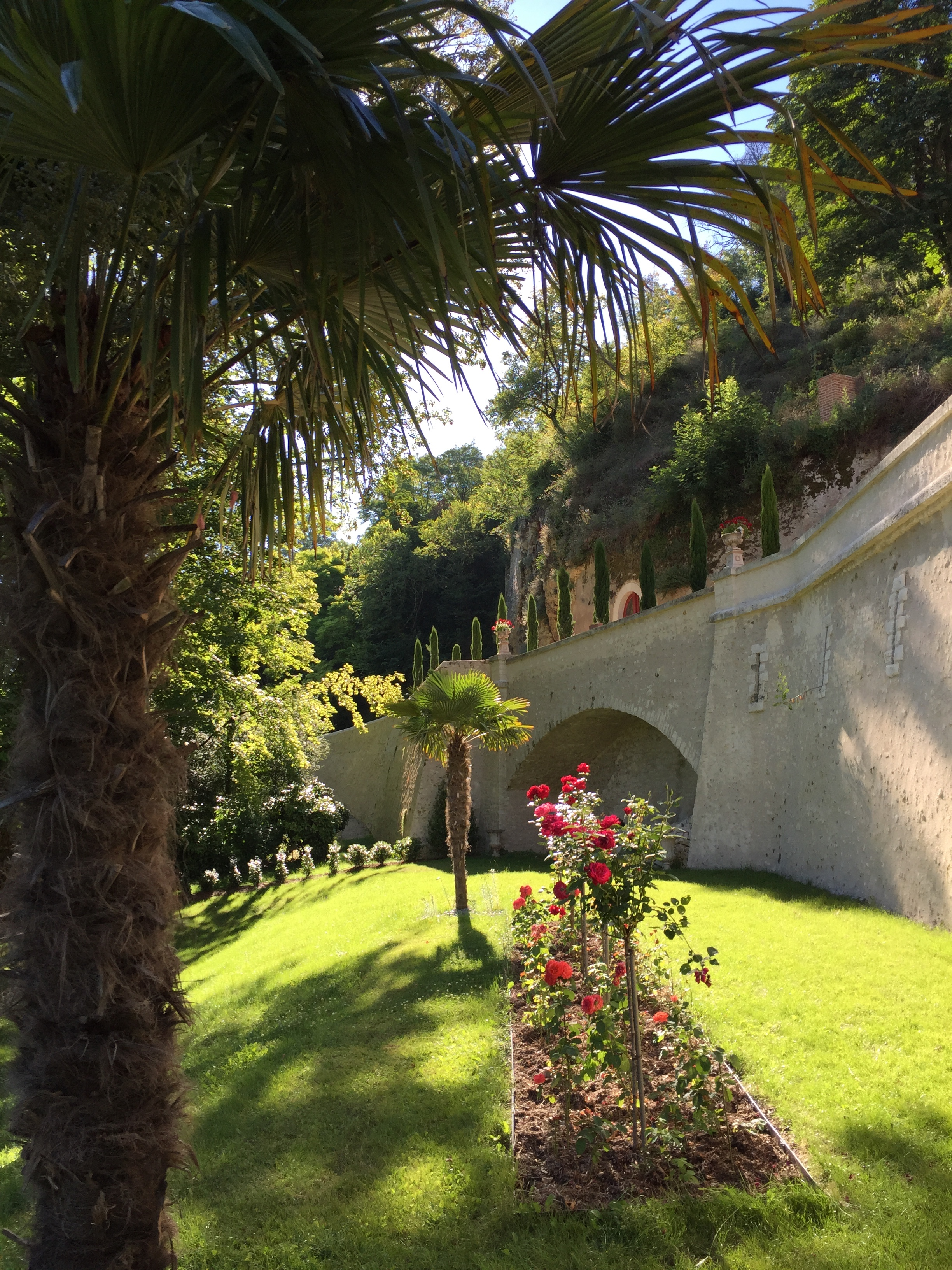
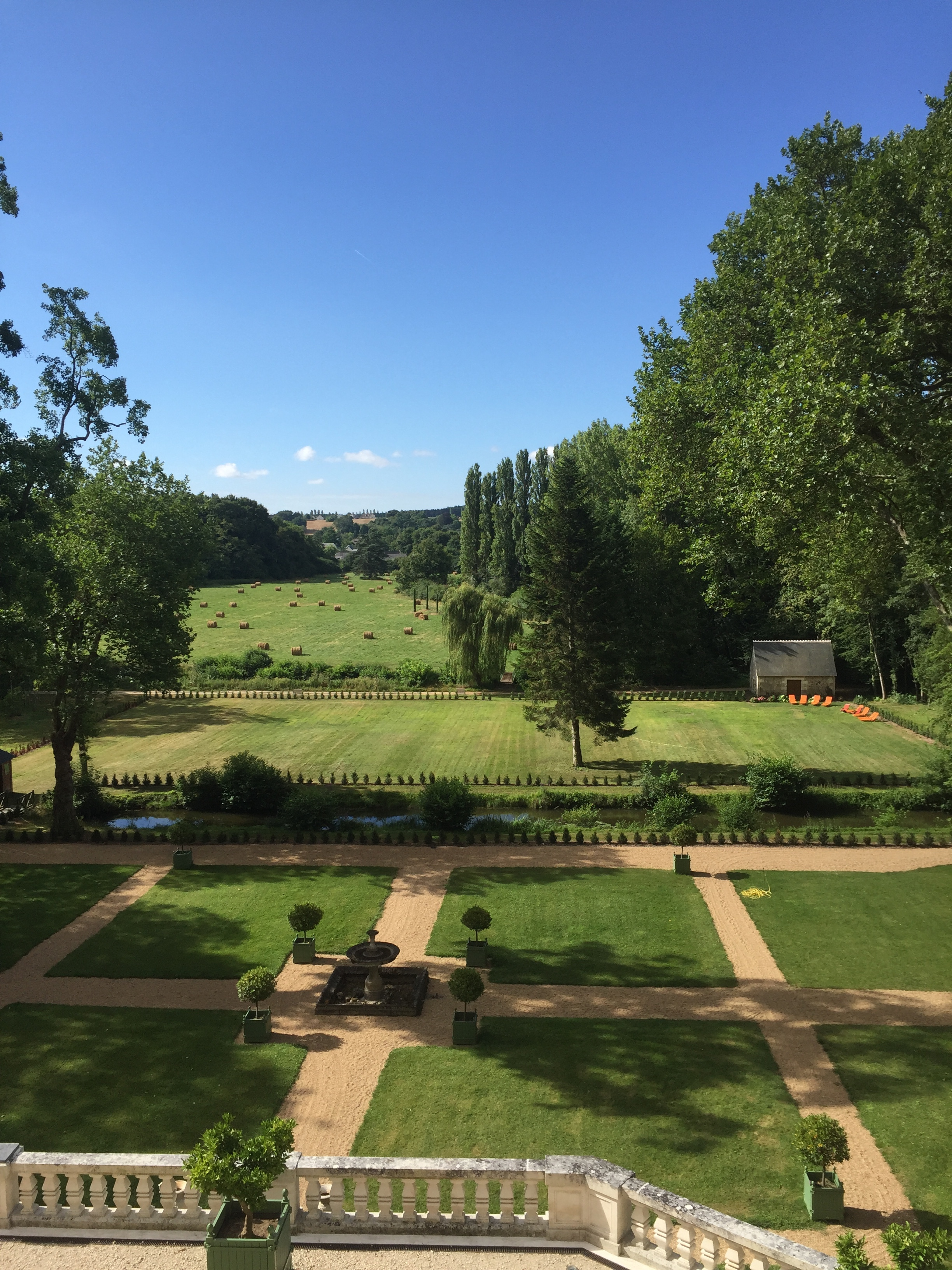
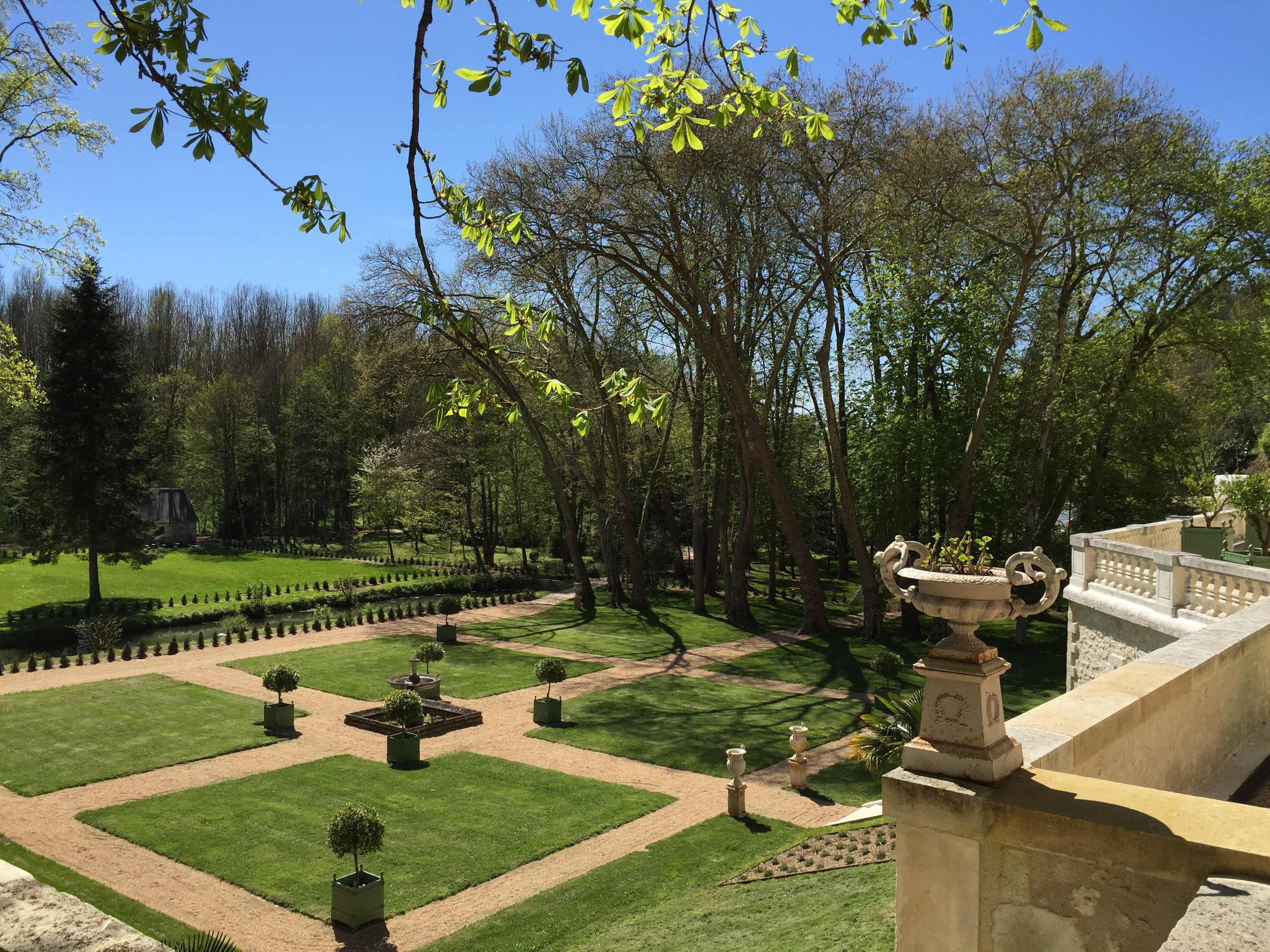
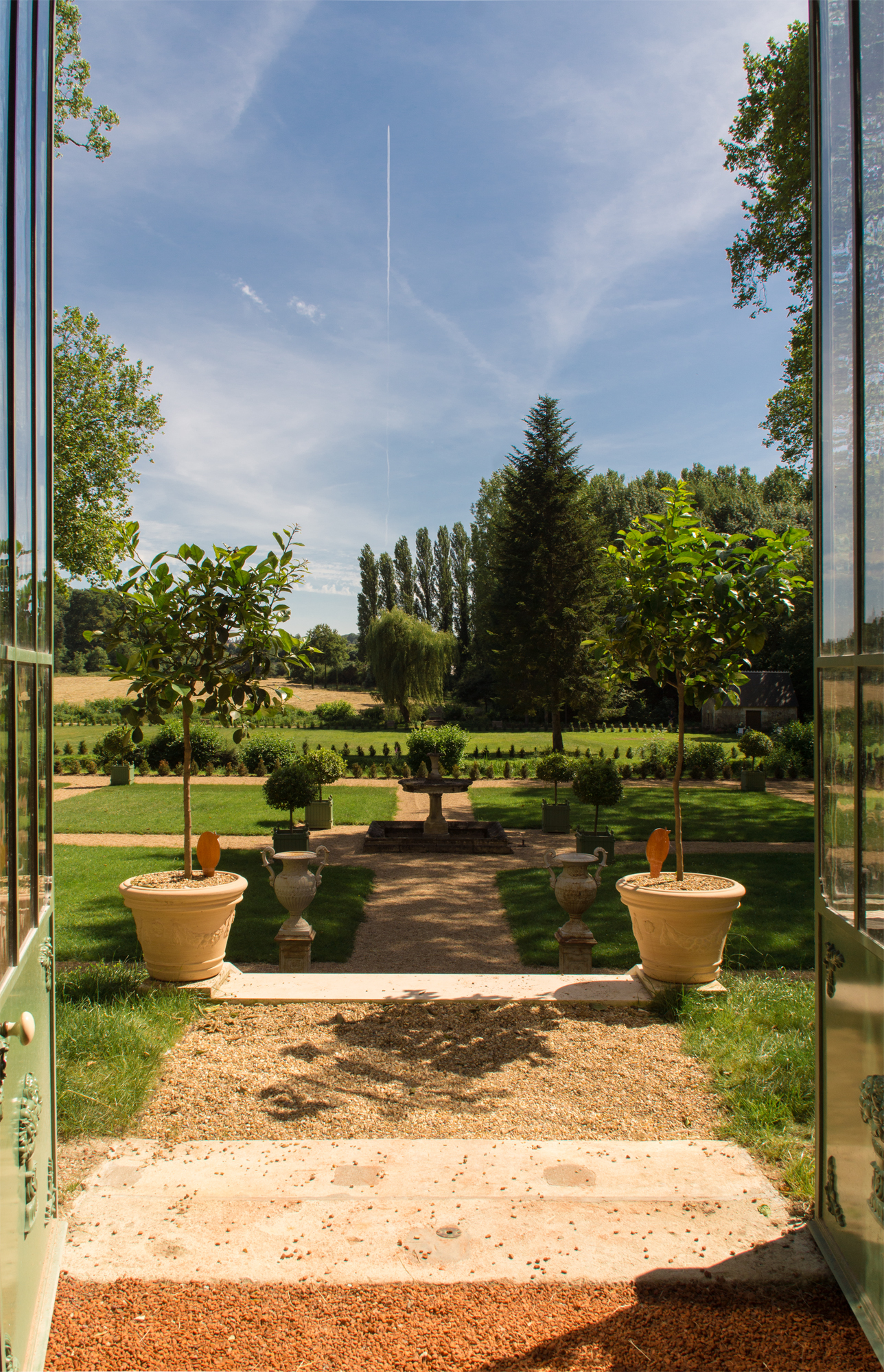
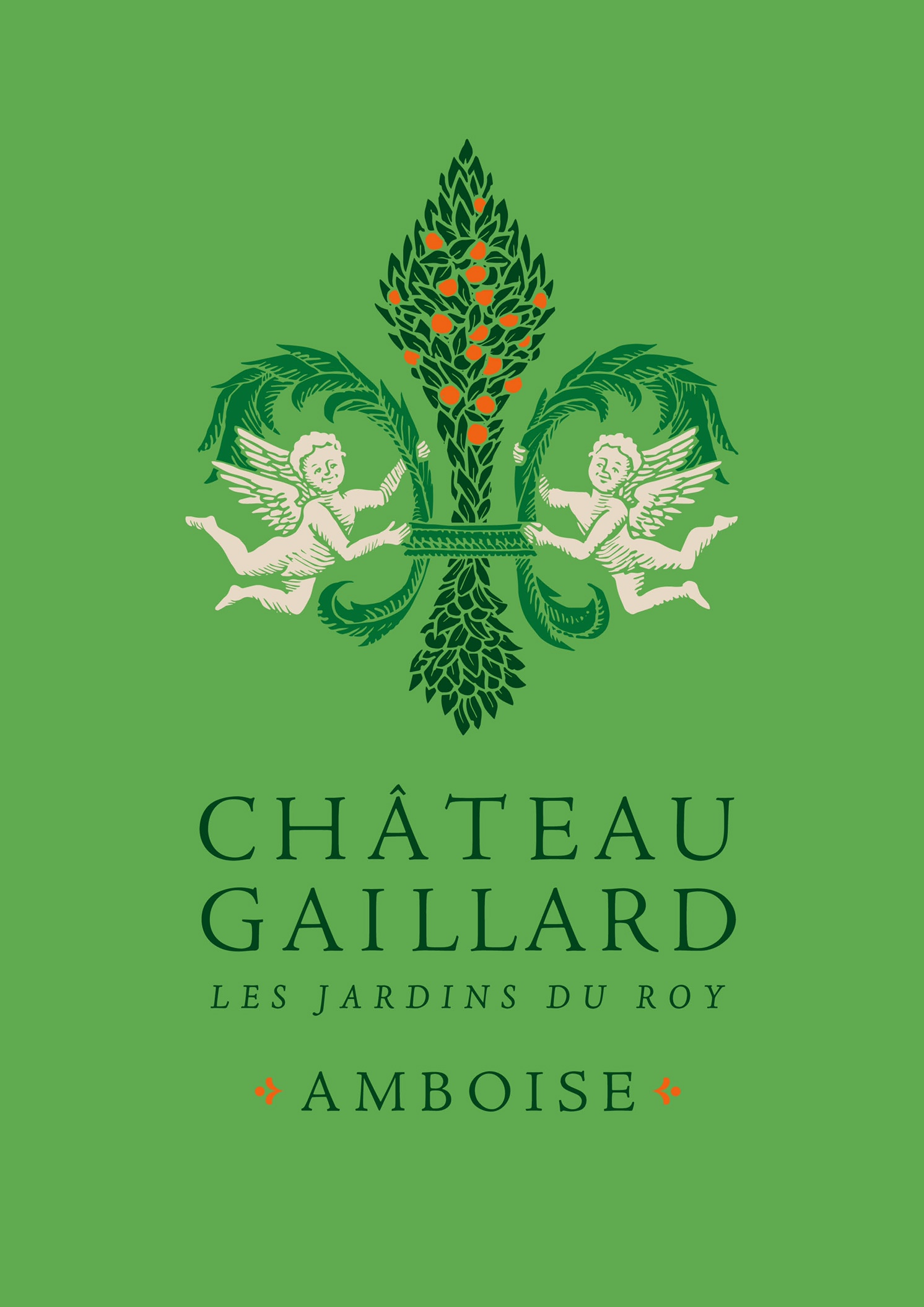
Affiche du Château